# William Stephen Skylstad
William Stephen Skylstad (født 2. marts 1934 i Omak i Okanogan County i staten Washington i USA) er en norsk-amerikansk katolsk biskop. Han er nu (2007) biskop for bispedømmet Spokane i Washington og blev i 2004 valgt til præsident for United States Conference of Catholic Bishops (den amerikanske katolske bispekonferense) for en treårig periode.
William Skylstad kom fra fattige kår og blev født på et bord i hjemmets garage. Faderen, der drev en frugtplantage, var født og opvokset på Skylstad på Sunnmøre. Han var lutheraner, mens moderen var katolik fra Minnesota. 
William Skylstad blev præsteviet i 1960 og udnævnt til biskop af Yakima i 1977. I 1990 blev han flyttet til embedet som biskop for Spokane.